# 黃自
黃自（1904年3月23日—1938年5月9日），字今吾，川沙县人，中國近代作曲家，音乐教育家，黄炎培之侄。其谱曲的知名作品包括《踏雪尋梅》、《中華民國國旗歌》、《旗正飄飄》、《抗敵歌》、《玫瑰三愿》等。
黄自自幼飽讀詩書，尤愛音樂。1916年入北京清華學校，接触西洋音乐。畢業赴美国俄亥俄州欧柏林学院攻读心理学，毕业后1928年入耶魯大學學習西洋音樂理論與作曲，隔年毕业回国任教於上海滬江大學、国立音乐专科学校等校。1935年，黃自創辦第一個由全華人組成的管弦樂團——上海管弦乐团。弟子包括音樂家賀綠汀、丁善德、朱英、江定仙、林聲翕、劉雪庵等。1938年因傷寒大腸出血症逝世于上海。 

## 生平

### 幼年啟蒙
黃自出身於知書達禮的小職員家庭，是家中長子。關於幼年的音樂啟蒙，黃自回憶道：「記得二三歲時，父親買了幾本唱歌書回來，那時，母親常抱著我唱那書裡的『搖搖搖，囡囡要睡了』及『小小船，小小船，今朝聚會賽一賽』等歌。不久我也就學會了好幾首。 」
「七歲我進上海初級小學讀書，記得上第一課唱歌，先生教的是〈賣花歌〉，什麼『清早起，到園裡，採幾朵花來做小生意』 。我在小學前後共五年，這時期中所學會的歌不下五六十首。因為我自小就很愛唱歌，所以一首首都唱得很熟，就是到現在大致都還能記憶。」(引自〈黃自自述〉，《人民音樂》1957年6月號，頁3) 黃自在童蒙時期，就展現對音樂的愛好。
此外，黃自從小喜愛中國古典詩歌。自述道：「白樂天所寫的《琵琶行》是我小時候很喜歡的一個作品。但是因為當時年齡太小，所以不能理解和懂得其中的內涵，只能根據字面意思知道個大概，我之所以喜歡這個作品，只因為其中的字元和音階都非常有力量，念起來十分好聽。」(引自〈音樂的欣賞〉，《月藝》季刊第一卷第一號1930/4/1)。

### 赴美習樂：首部交響創作
1924年，黃自20歲時，成為清華大學的公費留學生，進入美國俄亥俄州的歐柏林學院，專攻心理學。
歐柏林學院設有舉世聞名的音樂學院、華麗的來斯堂，還有經常舉辦音樂會的華涅堂，使這風景絢麗的小城慢慢成為一個音樂城。黃自在此受到濃厚音樂氣息薰陶，獲得學位後，留校繼續學習鋼琴、理論作曲。
不同於樂壇前輩曾志忞、沈心工、李叔同等人留學日本以汲取西學，黃自與趙元任、蕭友梅等人，是直接前往歐美取經，取用歐美作曲技巧。

### 初戀情人
黃自在歐柏林學院，結識初戀情人胡永馥。胡永馥也是清華公費留學生，在學習鋼琴。她比黃自大一屆，主修教育。黃自未到美國前，胡永馥就被推選為歐柏林學院中國學生會副會長，1925年被選為會長。由於他和胡永馥兩人都志在留學報國，又愛好音樂、興趣相投，不久便開始交往。1926年底，黃自與胡永馥訂下婚約。隔年胡永馥比黃自先歸國。
1928年3月，胡永馥卻突然心臟病發，病逝於上海。黃自接獲噩耗，受到沉重的精神打擊，轉學到耶魯大學音樂學院。

### 《懷舊》：中國首部交響樂作品
1929年3月13日，胡永馥逝世週年，黃自完成交響序曲《懷舊》，以紀念初戀情人。這是中國第一部交響樂作品。同年5月31日，耶魯大學的畢業音樂會上，由黃自的導師大卫·斯坦利·史密斯指揮，耶魯的學生樂隊與新港交響樂隊首演。
《懷舊》在康州新港塢西音樂廳首演後，《新港晚報》刊文盛讚此曲：「《懷舊》是所有創作的管弦樂曲中的佼佼者。該曲或許不像其他作品那麼炫耀，但至少有一個中心樂念，並且表現出最佳的配器手法；它同時也是音樂會中唯一令人充分欣賞的作品。」中國近代音樂教育之父蕭友梅，對《懷舊》高度評價：「我相信如果一國之內簡直沒有樂隊作品的創作，那麼，誰也承認這是一國的奇恥大辱。 ……不意今番竟得睹黃今吾君的《懷舊》曲，我十餘年的渴望，現在變成現實了……年富力強的黃君，初次的試作即得這樣的成績，將來的造就不是未可限量嗎？ 」(蕭友梅《黃今吾的<懷舊曲>》，原載於1930年11月18日《申報》本埠增刊3版。見《蕭友梅全集·第1卷·文論專著卷》，頁387)

### 回国任教
黃自回國後，應上海工部局弦樂隊指揮梅百器之邀，在上海演出《懷舊》。《懷舊》手稿真跡，現藏於上海音樂學院。當時黃自將與汪頤年女士結婚，但為悼念與胡永馥的珍貴深情，將自己的婚禮安排在公演之後舉行。
1929年，黃自任教於上海滬江大學音樂系，次年轉任國立音專的理論作曲教授，兼任音專教務主任。黃自專授和聲學、對位法、音樂史、音樂欣賞。

### 英年早逝
1938年5月9日，黃自因傷寒大腸出血症，逝世於上海，年僅34歲。
黃自臨終時，對夫人汪頤年說：「快去請醫生來，我不能就此死去，我還有大半部音樂史沒有創作完呢！」

## 身后
追思會上，弟子創作了一首搭配合唱的管弦樂作品〈悼今吾宗師〉（張昊作詞、陳田鶴作曲）： 「先生此去何匆匆，拋下了半篇殘著，無數新聲猶待譜，滿腔曲調埋終古。」
1943年5月，重慶的中國音樂研究會為紀念黃自逝世五周年，特別出版了〈黃自遺作——《長恨歌》專號〉。

## 家庭
妻子汪頤年是小提琴家，出身上海名門望族，秀外慧中。婚後育有一子二女。子黄德音为精细化工专家。

## 弟子
黃自培養作曲人才，不拘一格，因材施教，各有個性與成就。黃自在理論作曲，號稱有「四大弟子」，包括賀綠汀、劉雪庵、江定仙、陳田鶴等。「四大弟子」既繼承音樂語言凝煉的精髓，結構嚴謹，又各有獨特個性。賀綠汀於穩重沉著中又富有濃郁鄉土風味；劉雪庵偏重都市流行氣息，追求旋律精緻美感；江定仙在抒情中帶戲劇性激情，「洋氣」較重；陳田鶴藝術風格則突出中國傳統音調的融合與抒情氣質。
另外還有得意弟子林聲翕，作有《白雲故鄉》、 《滿江紅》、《迎春曲》等作品。

## 音樂主張
黃自認為中國音樂仍處於學步階段，若立刻飛躍到新音樂，必然導致學生、學者、欣賞者的「迷失」。黃自打算先從音樂教育著手，要將中國從舊音樂古典階段，按部就班導向現代新音樂。
黃自回國前夕，接受《新港晚報》專訪說： 「我們不被認為是一個音樂的民族，因為我們的樂感還未被啟發。我們的政府已經在小學和中學開始這種啟蒙。這是我回去之後能夠從事的工作。 」

### 音樂理論
《怎樣才可以產生吾國民族音樂》（刊登於上海《晨報》，1934年10月21日）

## 艺术贡献
黄自除作曲外，創辦了上海管弦樂團，是第一個全由華人組成的管弦樂團。此外，也與蕭友梅等人，創辦音樂雜誌。
黃自一生創作音樂時間僅8至10年，留下40餘首作品；數量不多，但品質可觀。黃自留下的音樂創作，參考劉美燕《黃自研究》載錄之47首作品，可分成以下幾類。

### 藝術歌曲
黄自作品最有影響力的屬藝術歌曲。黃自是1930年代藝術歌曲創作繁榮時期，最有創作價值也最有影響力的作曲家。
中國20世紀上半葉藝術歌曲創作，是將德國、奧地利等西方藝術歌曲的創作技法，融入中國音樂傳統中民族色彩的歌曲形式。舒伯特是西方藝術歌曲的代表人物和典範，黃自則在舒伯特的基礎上又經過深入研究，是中國作曲家在藝術歌曲界的一個高峰。黃自創作藝術歌曲時，看重歌詞和音樂的結合，善用精煉的音樂語言表現詩的意境，歌詞富有詩意和較高的藝術性。
常與黃自配合的歌詞創作者韋瀚章，與黃自主張相近，皆致力於「詩樂結合」、「詞曲交融」。韋瀚章歌詞結集為《野草詞》，詞風溫柔敦厚、皎然出塵，不食人間煙火。知名音樂家黃友棣總結韋瀚章的詞風：「詞中有樂，詞內提供豐富音樂境界。」(見《野草詞》序文) 
伴奏部分也起到了重要作用，襯托出歌唱者在演唱中的情緒，以便於詮釋出作者想表達的深層意義。
黃自藝術歌曲，可再細分為三種類型：
- - 抒情類： 《春思曲》 、《長恨歌》清唱劇、 《思鄉》、《玫瑰三願》
  - 古詩詞類： 《花非花》、《卜算子》、《點絳唇‧賦登樓》
  - 寫實類：《天倫歌》、《誰養我》、《睡獅》

- 作品包括：《思鄉》、《春思曲》、《長恨歌》清唱劇(1957年出版)、《天倫歌》、《玫瑰三願》(1935年)、《點絳唇》、《南鄉子》、《秋色近》、《淮南民歌》、《搖籃曲》。

### 學堂樂歌
1932-1935年，黃自受商務印書館委託，和應尚能、張玉珍、韋瀚章等人，編寫音樂教材《復興初中音樂教科書》（全國採用），由教育著手，穩住了中國音樂發展走向。這部教材從1933年至1936年期間，續印本多達11版之多，對當時音樂教育有極大影響。
黃自負責編寫「欣賞」和「和聲」兩部分。這六冊教科書共有69首歌曲，其中28首由黃自作曲，如 ：《睡獅》、《雨後西湖》、《秋郊樂》、《西風的話》等，都是為中學生創作的教材，其中許多作品也屬於藝術歌曲範疇。
- 作品包括：《互助》、《農歌》、《燕語》、《本事》、《遊戲》、《蝴蝶》、《農家樂》、《秋郊樂》、《卡農歌》、《採蓮謠》、《下江陵》、《花非花》(1935年10月)、《卜算子》、《西風的話》、《踏雪尋梅》(1935年10月)、《雨後西湖》、《四時漁家樂》、《峨嵋山月歌》、《送畢業同學》、《歡迎運動員凱旋》。

### 愛國抗敵歌曲
1931年，九一八事變爆發，黃自創作大量愛國作品、抒情作品，以音樂抗敵報國。《抗敵歌》（原名《抗日歌》），是中國第一首以抗日救亡為主題的合唱曲。
- 作品包括：《抗敵歌》(1931年)、《旗正飄飄》(1932年)、《熱血歌》、《睡獅》、《新中國的主人》、《中國一定強》、《國旗歌》、《國父逝世紀念歌》、《國慶歌》、《國慶》。

### 管弦樂曲
- 作品包括：《懷舊》、《都市風光幻想曲》。

### 改編他人之作，或將原作配以和聲
- 作品包括：《中華民國國歌》、《目蓮救母》、《春郊》、《中華民國國旗歌》、《破车瘦老的马》、《摇篮曲》。

## 回忆及評價
夫人汪頤年回憶道：「每個夜晚黃自都伏案疾書，我在旁默默相助……他曾深有體會說過：『當老師的必須要深深懂得知識其中的內涵，必須要做大量的課前準備，在上課時，才能給學生講得很生動，才能讓學生喜歡你的課。』他常常對學生們說：『你們努力，我比你們更努力。』 」
黃自在國立音專的同事、長期配合的歌詞創作者韋瀚章追憶說：「黃自出身於一個知書識禮的家庭，而且研究過心理學，所以他對待任何人，都是一樣和顏悅色。他對學生們也是一般和氣，誠懇，但不失師長的尊嚴。學生們見著他，總覺得他是一位慈祥和善的好老師，總是愛戴他，尊敬他。學生的習作有錯誤時，他要逐個找來，面對面地給予指正，但絕不指責。」「假若他能多活幾年——即使僅僅十年吧，我相信他一定會寫成更多更動人的作品，因為那時正是抗戰最艱苦，而又轉入勝利的年代。那種苦盡甘來的滋味，黃自當能以最動人的樂曲表達出來。」(劉美燕《黃自研究‧音樂摯友韋瀚章談黃自》，頁139)
黃自弟子、作曲家劉雪庵回憶道：「雖然恩師黃自平時是一個寡言少語的人，但在輔導學生及培育中國音樂教育這棵新生的嫩苗時，謙虛和藹、平易近人、循循善誘，使見者都有親熱感。他雖是教授，但從不『好為人師』，也從不對人感到厭煩，而是侃侃而談、啟發提問、因勢利導，令人廣開思路；既是談笑風生，又是誨人不倦。先生的聲音笑貌，至今仍浮現在我的腦海中；先生誨人不倦的精神，使我終身難忘；先生淵博的學識，像甘露一樣滋潤著我的心田。 」
弟子賀綠汀曾評價：黃自「是第一個系統地、全面地向國內學子傳授歐美近代專業作曲技術理論，並且有著建立中國民族樂派的抱負的音樂教育家。」(賀綠汀《黃自遺作集·總序》，《黃自遺作集》（文論分冊），頁1-3)
趙元任對黃自的音樂創作的評價： 
「黃自的旋律是流暢的」；「黃自的和聲大半是樸實的如其為人」；
「黃自的節律當然變化很多。大體上說起來是傾向於穩重派... ...黃自對於中國字在樂句裡輕重音的配置，可以說嚴格得要命，在現代作曲家中間，很少有像他這樣嚴格的。」 
「他(黃自)的長處是做什麼像什麼，總是極得體，總是極好唱，我曾經稱他為現代中國最可唱的作曲家。因為這個的緣故，我贊成現在學作曲的學生們把研究舒伯特、勃拉姆斯等等的工夫至少勻一小部分來注意點黃自的音樂。」
(趙元任《黃自的音樂—為五•九音樂節而作》)
汪頤年曾在〈憶黃自〉回憶道：「因為黃自先生的北京話不好，經常搞不清字與字之間的音律，所以每次當他拿到一個作品的時候，總要讓我先給他做下示範，然後他再自己練習，把每個字與字之間的關係都做標記。有時一遍他聽不清楚或者做不好，就會讓我做二遍甚至三遍的示範，直到他弄明白為止。」可見黃自對於歌詞音律的看重。

## 地位
在中國現代，賀綠汀始終是音樂界中流砥柱人物。賀綠汀曾在黃自追悼會後發表〈哀悼我們唯一的導師黃自先生〉，並終身稱黃自為「最大的恩師」 ，有人對此大加責難。然而，賀綠汀依然重申： 「我過去稱黃自為恩師，現在我還是稱他為恩師，他對我的幫助不能否定，否則對我良心不安。」
国共内战后，黄自的历史地位和评价经历了多次变动。中華人民共和國成立初期，黄自受到高度评价和赞誉，一度称之为“爱国主义和民主主义音乐家”。反右派斗争后，黄自成了“中国民族資产阶級文化的悲剧在音乐方面的表現”，他的音乐被批判带有“ 艺术至上、技术至上等濃厚的資产阶級气味”，“ 实际上同聶耳、星海以来的革命羣众歌曲相对抗”。其弟子钱仁康、賀綠汀等也遭到嚴厲批判。
直到改革開放後，黃自的貢獻才重獲大陸音樂界的重視。如今，黃自銅像樹立在上海音乐学院校園內，一貫溫藹带笑，屹立不朽。
正如黃自在《樂評叢話》所說的：「人的感情左右是一時的，但藝術是永久的，評樂時果然誰也不能完全脫離感情作用，但一時的毀，既不能使天才創作永久埋沒；一時的譽，也不足以使平凡的作品免受時代的淘汰。所以只有時間是最公允、最準確的音樂評論家。 」
弟子賀綠汀給予黃自先生的創作以極高的評價和地位，他認為黃自的「作品已經指示出新中國音樂的方向」，「他的功績跟俄國的格林卡一樣。 」(孫繼南等，《中國音樂通史簡編》。濟南:山東教育出版社，1993)